# Alex Zülle
Alex Zülle (født 5. juli 1968 i Wil) er en tidligere schweizisk landevejscykelrytter. Han var anset som en af verdens bedste cykelryttere i 1990'erne.[kilde mangler]
Selv om Zülle har en imponerende sejrsliste, klarede han aldrig at vinde Tour de France. I hans aktive karriere blev løbet domineret af Miguel Indurain (5 sejre), men Zülle sikrede to andenpladser til Schweiz (i 1995 og 1999). Zülle havde mere succes i Vuelta a España som han vandt i 1996 og 1997. I 1996 blev han også verdensmester i enkeltstart.
I 1998 var Zülle en del af det skandale ramte Festina-hold, som kollektivt blev smidt ud af Tour de France en uge inde i løbet, grundet mistanke om organiseret doping.[kilde mangler] Zülle indrømmede sammen med bl.a. Christophe Moreau, Armin Meier og Laurent Dufaux omgående sit doping misbrug, og afsonede en karantæne på 7 måneder.